# Georgios Theotokis

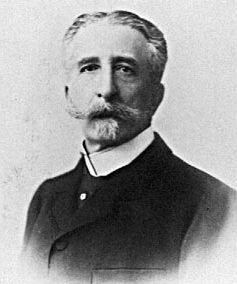
Georgios Theotokis.

Georgios Theotokis (Grieks: Γεώργιος Θεοτόκης) (Korfoe,  24 maart 1844 - Athene, 12 januari 1916) was een Grieks staatsman en viermaal premier van Griekenland. Hij was lid van de Nieuwe Partij (NK).

## Levensloop
Nadat Theotokis afstudeerde van de Ionische Hogeschool, schreef hij zich in bij de Wetschool van de Ionische Universiteit. In 1861 ontving hij zijn diploma en een studiebeurs. Hij zette zijn studies verder aan de Universiteit van Parijs.

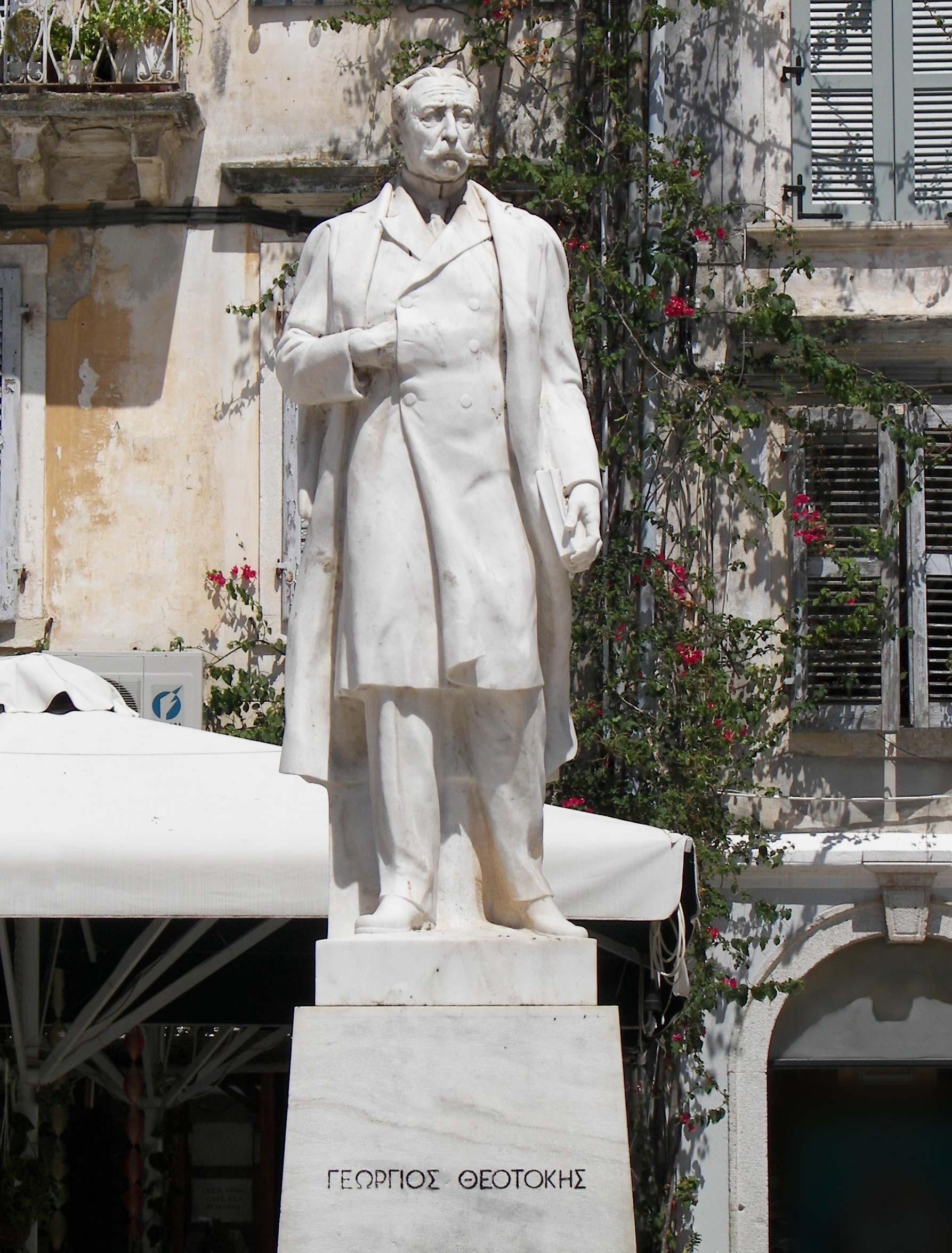
Standbeeld van Georgios Theotokis in Korfoe.

Na zijn terugkeer in Korfoe ging hij werken als advocaat. In 1879 nam hij er deel aan de gemeenteraadsverkiezingen en werd met 65 procent van de stemmen verkozen tot burgemeester van Korfoe. In 1883 werd hij herkozen als burgemeester en bleef dit tot in 1885. In dat jaar werd hij op uitnodiging van Charilaos Trikoupis lid van het Parlement van Griekenland voor zijn partij.
Toen Trikoupis in mei 1886 premier werd, benoemde hij Theotokis tot minister van Marine. Als minister van Marine bestelde Theotokis de slagschepen Spetsai, Hydra en Psara. Hij verbeterde ook drastisch de conditie van de Griekse marine door betere training te promoten en veel marine-academies en -scholen op te richten.
Later werd Theotokis benoemd tot minister van Kerkelijke Zaken en Openbaar Onderwijs. Met de hulp van professor Papamarkos bereidde Theotokis een progressieve wet voor verbetering van het onderwijs voor en legde dat voor in het parlement. De wet werd echter niet uitgevoerd door de oppositie van Theodoros Deligiannis.
Tussen 1899 en 1909 was hij vier keer eerste minister (de eerste keer van 14 april 1899 tot 25 november 1901, de tweede keer van 27 juni tot 11 juli 1903, de derde keer van 19 december 1903 tot 29 december 1904 en de vierde keer van 21 december 1905 tot 29 juli 1909). Een van zijn belangrijkste daden was de organisatie en de versterking van het leger. Hij richtte een modern leger op en de marine kreeg nieuwe, modernere uniformen. Theotokis zorgde voor assistentie tijdens de strijd in Macedonië en hij was bekend wegens zijn kalm en weloverwogen buitenlands beleid enkele jaren voor de Eerste Balkanoorlog.
- Gemeinsame Normdatei: 133344894
- International Standard Name Identifier: 0000 0000 3738 0730
- Library of Congress Control Number: n86030332
- Virtual International Authority File: 11032252
- WorldCat: E39PBJtrMJGwHY8xVMcPwr3G73